# Mahakoshal
Mahakoshal (en hindi, महाकोशल) es una región histórica de India central, que se encuentra en los tramos superior u oriental del valle del río Narmada, en el estado indio de Madhya Pradesh. Jabalpur es la ciudad más grande de la región. La región de Nimar se encuentra al oeste, en los tramos más bajos del valle de Narmada. Se estableció alrededor del año 1000 y posee diversos fuertes y ruinas.
Mahakoshal es principalmente un área de habla hindi. Otros idiomas utilizados en la región incluyen el gondi y marathi.

## Geografía
La cordillera de Vindhya conforma el límite norte de la región; al norte de la cordillera de Vindhya se encuentran las regiones de Malwa al noroeste, Bundelkhand al norte y Bagelkhand al noreste. El estado de Chhattisgarh se encuentra al este, y la región Vidarbha del estado de Maharashtra se encuentra al sur a través de la cordillera Satpura. Las ciudades y distritos de la región incluyen a Jabalpur, Shahdol, Katni, Narsinghpur, Mandla, Dindori, Seoni y Chhindwara.

## Historia
Se calcula que esta región se asentó en el año 1000. Las dinastías que han ocupado el territorio incluyen a los gonds, kalachuris, satavahanas y marathas.
Ratanpur fue la capital de Mahakoshal hasta el siglo XIV, cuando se estableció una división entre las ramas de Raipur y Ratanpur del reino Haihaiyavansi.
Durante el Raj británico, Mahakoshal formó parte de las Provincias centrales que contenían dos regiones lingüísticas distintas: Mahakoshal y Vidarbha. Las dos regiones lingüísticas no pudieron integrarse completamente como una unidad debido a las diferencias regionales y culturales.
Se han realizado diversos estudios sobre el folclore de la región, tanto su literatura como sus costumbres.

## Demanda por un Estado independiente
Se han presentado iniciativas al Tribunal Supremo de Madhya Pradesh solicitando un nuevo estado, con 25 distritos para Mahakoshal y Bundelkhand, aunque una separación de Madhya Pradesh no se cree viable, debido a la falta de reconocimiento y desarrollo. 